# WISH I WAS HERE 僕らのいる場所
『WISH I WAS HERE 僕らのいる場所』（Wish I Was Here ）は、2014年に公開されたコメディ映画である。

## 概要
テレビドラマシリーズ『Scrubs〜恋のお騒がせ病棟』への出演でも知られる俳優ザック・ブラフが手掛けた、2004年の『終わりで始まりの4日間』以来二度目の劇場公開用映画の監督・脚本・主演を務めた作品である。同作品ではブラフの兄弟でもあるアダム・ブラフも共同脚本と共同制作を手掛けた。家族持ちで35歳の売れない俳優として生計を立てる主人公には兼監督のザック・ブラフをはじめ、そんなダメ夫を静かに支える良き妻にケイト・ハドソン、そして病を患いながらもそんな息子たちを気に掛ける父親にマンディ・パティンキンらが脇を固めている。同作品はサンダンス映画祭を皮切りに、全米で劇場公開された。日本でも2015年に劇場公開されている。

## あらすじ
35歳にもなって俳優になる夢を捨てきれず、オーディションを受けては落ち続ける日々を送るエイダン・ブルーム（ザック・ブラフ）。エイダンにお金があるわけもなく、そんな家族の生活をエイダンの献身的な妻サラ（ケイト・ハドソン)が支えるのだった。娘のグレース（ジョーイ・キング）と息子のタッカー（ピアース・ガニォン）はユダヤ系の私立学校へ通っており、その学費はエイダンの父親のゲイブ（マンディ・パティンキン）が払う始末。しかし、そんなある日父親のゲイブが病に倒れてしまう。自分たちではとても子供たちの学費を払えるわけもなく、エイダンとサラは娘たちを退学させてホーム・スクーリング形式で教育を行うことを決意。しばらくして父親は癌と診断され、エイダンは弟のノア（ジョシュ・ギャッド）の元へ報告に訪れるが、父親を毛嫌いするノアは父親の病などどこ吹く風。近々開催されるコミコンの準備に精を出すのだった。エイダンはそんな父親と弟の間に挟まれ翻弄されながらも家族の真の愛情を見出していく。

## キャスト・スタッフ

### 出演者
- エイダン・ブルーム - ザック・ブラフ
- サラ・ブルーム - ケイト・ハドソン
- グレース・ブルーム - ジョーイ・キング
- タッカー・ブルーム - ピアース・ガニォン
- ゲイブ・ブルーム - マンディ・パティンキン
- ノア・ブルーム - ジョシュ・ギャッド
- ジャニーン - アシュリー・グリーン
- ポール - ジム・パーソンズ
- アンソニー - ドナルド・フェイソン
- オタク - フィル・ルイス
- オーディション俳優① - レスリー・デヴィッド・ベイカー
- オーディション俳優② - ジェームズ・アヴェリー
- ジェリー - マイケル・ウェストン

### スタッフ
- 監督：ザック・ブラフ
- 脚本：ザック・ブラフ、アダム・ブラフ
- 製作：ステイシー・シェア、マイケル・シャンバーグ
- 音楽：ロブ・シモンセン
- 撮影：ローレンス・シャー